# Миля, Василе
Василе Миля (рум. Vasile Milea; 1 января 1927 года — 22 декабря 1989 года) — румынский военный деятель, министр национальной обороны Социалистической Республики Румыния (1985—1989). Покончил с собой, по некоторым данным убит по приказу президента Румынии Николае Чаушеску во время Румынской революции за отказ применять вооружённые силы против восставшего народа.

## Биография
Василе Миля родился в коммуне Лерешть жудеца Арджеш королевства Румыния 1 января 1927 года. Окончил среднюю школу, работал учителем. В 1947 году поступил в пехотное военное училище, в мае 1949 года окончил его, получил звание лейтенанта. 20 сентября 1957 года был принят в Румынскую рабочую партию. После вскрытия крупной недостачи по месту службы Миля (порядка 700 тысяч леев), он был уволен со службы, а 30 июля 1958 года — исключён из партии.
В течение нескольких лет Миля работал в различных ведомствах военного образования. 6 октября 1960 года после его заявления он был восстановлен в партии. 30 декабря 1962 года ему было присвоено звание полковника. В 1964 году он был произведён в звание генерал-майора и был назначен на должность командира 6-й танковой дивизии (1964—1965), затем — 3-й армии (1965—1973). Командовал в 1973—1978 годах Отечественной гвардией. 23 августа 1969 года ему было присвоено звание генерал-лейтенанта, а в мае 1977 — генерал-полковника. С 1974 года он был кандидатом в члены ЦК РКП, с 1979 года — членом ЦК РКП.
31 марта 1980 года, после назначения Константина Олтяну министром обороны, Василе Миля был назначен заместителем премьер-министра и начальника генерального штаба румынских вооружённых сил. После ухода Константина Олтяну с поста министра обороны, 16 декабря 1985 года Миля был назначен на освободившуюся должность.
После начала массовых беспорядков в румынских городах в декабре 1989 года, 17 декабря Генеральный секретарь ЦК РКП Николае Чаушеску выразил Миле, главе «Секуритате» генералу Юлиану Владу и министру внутренних дел Тудору Постелнику своё неудовольствие деятельностью силовых органов и сказал, что подозревает их в предательстве. Не будучи удовлетворённым их заявлениями в личной преданности ему, Чаушеску заявил им о смещении всех троих со своих постов, но премьер-министр Константин Дэскэлеску вступился за них. У Чаушеску это вызвало приступ гнева, но вскоре он взял себя в руки и отказался от планов смещения Мили, Влада и Постелнику. Чаушеску отдал им приказ максимально использовать возможности их ведомств для силового подавления демонстраций. Миля заверил Политбюро ЦК РКП в том, что он выполнит приказ, правда, заявив:
Я искал во всех военных уставах и нигде не нашел параграфа, где бы говорилось, что народная армия должна стрелять в народ...
Танки и пехота были введены в Бухарест к вечеру 21 декабря, но усмирить восставших не удалось. Днём 22 декабря, после бегства из Бухареста супругов Чаушеску, стало известно о смерти Василе Миля. По официальному сообщению, он покончил жизнь самоубийством, но властям не поверили, приписав убийство Мили Чаушеску. После смерти Мили армия начала массовый переход на сторону восставших и начала действия против «Секуритате». 25 декабря 1989 года Чаушеску был казнён по приговору военного трибунала. До сих пор нет точного ответа, была ли смерть Мили самоубийством или убийством по приказу Чаушеску.

## Награды
- Орден «23 августа» III степени (1971)
- Орден Звезды Румынии
- Орден Труда
- орден Октябрьской Революции (31.12.1986)[6]